# エラストゲルトナー病院
エラストゲルトナー病院（英語：Erasto Gaertner Hospital; ポルトガル語：Hospital Erasto Gaertner）は、癌・腫瘍病患者の臨床および外科的治療に焦点を当てたブラジル国パラナ州クリチバ市に位置する病院である。
1952年1月2日には、当時クリチバ市長であったエラスト・ゲルトナー氏がパラナ州癌戦闘団体（ポルトガル語：Liga Paranaense de Combate ao Cancer; 略称：LPCC）に62,500m²の土地を寄付し、現在のエラストゲルトナー病院の建設計画が開始された。 1955年6月11日、病院の基盤が整えられ、1972年までは様々な者の努力によって病院が建てられた。

## 実施された就任と活動
正式に発足していないにもかかわらず、1970年に、当時パラナ州知事パルモ・ピメンテル氏がエラストゲルトナー病院へコパルツ・ポンプを寄贈し、1日当たり47回の[放射線療法]セッションを癌患者の治療のために行う事が可能になった。コミュニティの努力とボランティア活動の結果、1972年12月8日エラストゲルトナー病院が完成され、効果的に立ち上げるための資料を収集することができた。
当初、病院は基本的に臨床および外科的ケアを提供したが、放射線治療装置およびコバルトポンプを備えた手術室には患者はほとんどいなかった。
現在、エラストゲルトナー病院はブラジル南部地域の最も大きい癌専門病院である。